# María Sandra Julià Julià
María Sandra Julià Julià (Castellón, 8 de octubre de 1971) es una política española, diputada por Castellón en el Congreso durante la XII legislatura.

## Biografía
Diplomada en Estudios Empresariales por la Universidad de Valencia. Subdelegada territorial de Ciudadanos en Castellón, desde 2015 es concejala en el Ayuntamiento de Moncófar. En octubre de 2016 obtuvo un escaño en el Congreso tras la dimisión de Domingo Lorenzo Rodríguez.